# 35419 Beckysmethurst
35419 Beckysmethurst este o planetă minoră (asteroid), cu un diametru de 2,157 km, din centura de asteroizi. A fost descoperită pe 8 ianuarie 1998 la centre de recherches en géodynamique et astrométrie⁠(d) de OCA-DLR Asteroid Survey⁠(d) și a fost numită după Rebecca Smethurst⁠(d). 
Obiectul prezintă o orbită caracterizată de o semiaxă mare de 2,4583264 UAi, o excentricitate de 0,07, o înclinație de 6,16622 ° în raport cu ecliptica.